# Modere Bruneteau
Pour les articles homonymes, voir Bruneteau.
Modere Fernand Bruneteau, dit Mud, (né le 28 novembre 1914 à Saint-Boniface dans la province du Manitoba au Canada – mort le 15 avril 1982 à Houston dans l'état du Texas aux États-Unis à l'âge de 67 ans) est un joueur de hockey sur glace. Il est le frère du joueur de hockey professionnel Ed Bruneteau.

## Carrière
Il commence sa carrière dans la Ligue internationale de hockey avec l'équipe des Olympics de Détroit. Il rejoint la Ligue nationale de hockey lors de la saison 1935-1936 de la LNH avec les Red Wings de Détroit. Il y fait l'essentiel de sa carrière.
Le 24 mars 1936, il marque le but du plus long match des séries éliminatoires de l'histoire de la LNH dans une victoire de 1 à 0 des Red Wings de Détroit sur les Maroons de Montréal au Forum de Montréal.
Il met un terme à sa carrière en 1948, après deux dernières saisons avec les Knights d'Omaha dans l'United States Hockey League. Au cours de ses deux dernières saisons, il occupe le poste de joueur et d'entraîneur. En 1951-1952, il entraîne les Flyers de Saint-Louis de la LAH et la saison suivante il occupe le même poste pour les Chiefs de Milwaukee de la Ligue internationale de hockey.
Il meurt le 15 avril 1992.

## Statistiques
| Saison     | Équipe                  | Ligue      |     | Saison régulière | Saison régulière | Saison régulière | Saison régulière | Saison régulière |    | Séries éliminatoires | Séries éliminatoires | Séries éliminatoires | Séries éliminatoires | Séries éliminatoires |
| Saison     | Équipe                  | Ligue      | PJ  | B                | A                | Pts              | Pun              | PJ               | B  | A                    | Pts                  | Pun                  |                      |                      |
| 1934-1935  | Olympics de Détroit     | LIH        | 0   | 10               | 6                | 16               | 25               |                  |    |                      |                      |                      |                      |                      |
| 1935-1936  | Olympics de Détroit     | LIH        | 0   | 8                | 9                | 17               | 17               |                  |    |                      |                      |                      |                      |                      |
| 1935-1936  | Red Wings de Détroit    | LNH        | 24  | 2                | 0                | 2                | 2                | 7                | 2  | 2                    | 4                    | 0                    |                      |                      |
| 1936-1937  | Red Wings de Détroit    | LNH        | 42  | 9                | 7                | 16               | 18               | 10               | 2  | 0                    | 2                    | 4                    |                      |                      |
| 1937-1938  | Hornets de Pittsburgh   | LAH        | 4   | 1                | 4                | 5                | 2                |                  |    |                      |                      |                      |                      |                      |
| 1937-1938  | Red Wings de Détroit    | LNH        | 24  | 3                | 6                | 9                | 16               |                  |    |                      |                      |                      |                      |                      |
| 1938-1939  | Red Wings de Détroit    | LNH        | 20  | 3                | 7                | 10               | 0                | 1                | 0  | 0                    | 0                    | 0                    |                      |                      |
| 1939-1940  | Red Wings de Détroit    | LNH        | 48  | 10               | 14               | 24               | 10               | 5                | 3  | 2                    | 5                    | 0                    |                      |                      |
| 1940-1941  | Red Wings de Détroit    | LNH        | 45  | 11               | 17               | 28               | 12               | 9                | 2  | 1                    | 3                    | 2                    |                      |                      |
| 1941-1942  | Red Wings de Détroit    | LNH        | 48  | 14               | 19               | 33               | 8                | 12               | 5  | 1                    | 6                    | 6                    |                      |                      |
| 1942-1943  | Red Wings de Détroit    | LNH        | 50  | 23               | 22               | 45               | 2                | 9                | 5  | 4                    | 9                    | 0                    |                      |                      |
| 1943-1944  | Red Wings de Détroit    | LNH        | 39  | 35               | 18               | 53               | 4                | 5                | 1  | 2                    | 3                    | 2                    |                      |                      |
| 1944-1945  | Red Wings de Détroit    | LNH        | 43  | 23               | 24               | 47               | 6                | 14               | 3  | 2                    | 5                    | 2                    |                      |                      |
| 1945-1946  | Capitals d'Indianapolis | LAH        | 14  | 6                | 10               | 16               | 0                |                  |    |                      |                      |                      |                      |                      |
| 1945-1946  | Red Wings de Détroit    | LNH        | 28  | 6                | 4                | 10               | 2                | 4                | 1  | 0                    | 1                    | 0                    |                      |                      |
| 1946-1947  | Knights d'Omaha         | USHL       | 16  | 6                | 4                | 10               | 2                | 3                | 0  | 1                    | 1                    | 0                    |                      |                      |
| 1947-1948  | Knights d'Omaha         | USHL       | 6   | 4                | 2                | 6                | 2                |                  |    |                      |                      |                      |                      |                      |
| Totaux LNH | Totaux LNH              | Totaux LNH | 411 | 139              | 138              | 277              | 80               | 76               | 24 | 14                   | 38                   | 16                   |                      |                      |